# Contumeliosus

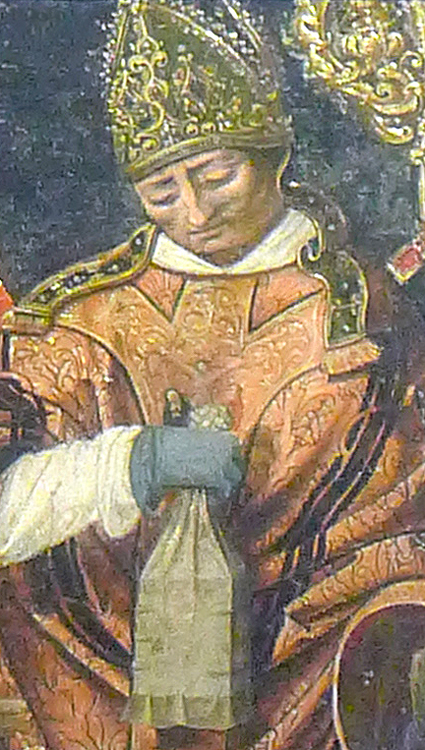
Figure de l'évêque avec une bourse à la main (détail du tableau Un concile d'évêques présidé par la Vierge de la basilique Saint-Trophime d'Arles).

Contumeliosus a été  évêque de Riez au VIe siècle. Il est connu pour les sanctions disciplinaires prises à son encontre pour mœurs dépravées et détournement des biens d'Église. 

## Biographie
Le concile de Marseille traita du cas de Contumeliosus et lui imposa en pénitence une période d'enfermement dans un monastère. 
En 534, le pape Jean II  écrivit à Césaire d'Arles, qui l'avait consulté au sujet de Contumeliosus, ainsi qu'aux évêques de Gaule et au clergé de Riez, que la sanction envers l'évêque coupable était trop légère. Il déposa Contumeliosus,  et nomma Césaire d'Arles administrateur du diocèse. Un panneau de bois peint de la cathédrale Saint-Trophime d'Arles, datant du début du XVIIe siècle et intitulé un concile d’évêques présidé par la Vierge, représente cet épisode.
Agapet Ier, le successeur de Jean II, accusa Césaire d'Arles de cruauté et d'injustice dans ses procédures contre Contumeliosus. Des deux lettres qui subsistent d'Agapet à Césaire, toutes deux datées du 18 juillet 535, l'une concerne son différend au sujet de Contumeliosus (Mansi, VIII. P. 856).

## Postérité
Un tableau datant du début du XVIIe, Un concile d'évêques présidé par la Vierge, évoque donc l'épisode de la condamnation de Contumeliosus par Césaire d'Arles lors d'un concile tenu à Marseille en 533 (supra).